# Santa María kommun, Catamarca
Departamento de Santa María är en kommun i Argentina.   Den ligger i provinsen Catamarca, i den norra delen av landet, 1 200 km nordväst om huvudstaden Buenos Aires. Antalet invånare är 22 127. Arean är 5 740 kvadratkilometer.
Terrängen i Departamento de Santa María är mycket bergig.
Omgivningarna runt Departamento de Santa María är i huvudsak ett öppet busklandskap. Runt Departamento de Santa María är det mycket glesbefolkat, med 4 invånare per kvadratkilometer.